# The course of Life
『The course of Life』（ザ・コース・オブ・ライフ）は、EARTHSHAKERの18枚目のオリジナル・アルバム。

## 概要
前作『Quarter』から1年8カ月ぶりのアルバム。
初回限定盤には、オリジナル・アルバムの他にセルフカバーのアコースティック・アルバム『be grateful』と、2009年1月に行われたL.A.ガンズ来日公演にゲスト出演した際の共演ライブの模様及び、ボーカルのフィル・ルイスとステッペンウルフの「BORN TO BE WILD」をセッションした映像を収録したDVDを付属している。

## 収録曲

### DISC 1 CD『The course of Life』（初回限定盤・通常盤共通）
1. Survive
  - 作詞：西田昌史、作曲：石原慎一郎
2. Over the Rainbow
  - 作詞：西田昌史、作曲：石原慎一郎
3. Crossroad
  - 作詞・作曲：西田昌史
4. ぼくのいろ
  - 作詞：天野月、作曲：石原慎一郎
5. Devil's Cake
  - 作詞：天野月、作曲：石原慎一郎
6. 星
  - 作詞・作曲：石原慎一郎
7. 陽のあたる場所へ
  - 作詞：天野月、作曲：石原慎一郎
8. 純情 Never Dies
  - 作詞・作曲：西田昌史
9. 命証 uta
  - 作詞・作曲：西田昌史
10. The course of Life
  - 作詞・作曲：西田昌史

### DISC 2 CD『be grateful』（初回限定盤のみ）
1. ありがとう君に (SM COLLECTION)
1985年のアルバム『PASSION』収録曲。
2. MORE
1984年のアルバム『FUGITIVE』収録曲。
3. すべて忘れても
1989年のアルバム『TREACHERY』収録曲。
4. RADIO MAGIC (SM COLLECTION)
1984年のアルバム『MIDNIGHT FLIGHT』収録曲。
5. 22時
1984年のアルバム『FUGITIVE』収録曲。
6. A way of time
新曲[1]。
7. GARAGE
1987年のアルバム『AFTER SHOCK』収録曲。ライブ音源である。
8. CHEAP TROUBLE
1988年のアルバム『SMASH』収録曲。ライブ音源である。
9. Say Goodbye
1988年のアルバム『REAL』収録曲。ライブ音源である。

### DISC 3 DVD『YOKOTA CLUB NIGHT presents L.A. GUNS 20TH ANNIVERSARY TOUR L.A. GUNS×EARTHSHAKER』（初回限定盤のみ）
1. LABYRINTH
2. FUGITIVE
3. T-O-K-Y-O
4. マシンガン・マッシュルーム
5. K?R?K?R
6. 裏切りのロックンロール
7. 走り抜けた夜の数だけ
8. MORE
9. RADIO MAGIC
10. BORN TO BE WILD (with Phil Lewis)